# Ophiodromus limicola
Ophiodromus limicola är en ringmaskart som först beskrevs av Willey 1905.  Ophiodromus limicola ingår i släktet Ophiodromus och familjen Hesionidae. Inga underarter finns listade i Catalogue of Life.